# Blemish (український музичний колектив)
Blemish — музичний колектив з Києва, заснований у 1993 році. Стиль — інді-рок, електроніка. Виконував пісні та інструментальні твори. Перший виступ наживо відбувся в 1995, останній в 2005 році.

## Історія

### 1993—1994
Blemish засновано Віктором Пушкарем (клавішні, програмування) як студійний проект. В перших записах брав участь Олександр Юрченко (гітари, клавішні) та Інга Блажчук (вокал). Перший максі-сингл, записаний в студії Пушкара, містив 6 пісень на його тексти українською і англійською мовами. Другий запис з тими самим учасниками — максі-сингл «Omi», включав більш різноманітні музичні форми. Юрченко відмовився від використання гітар і перейшов на клавішні інструменти, а Блажчук дещо більше експериментувала з вокалом. Обидва записи були випущені на касеті як самвидав, декілька треків увійшло в збірки інді-музики «Тьмутаракань» та «Сховайся».

### 1995—1998
Пушкар запрошує на вокал Тому Медніс (справжнє ім'я Тамара Карпінська). Після кількох виступів на фестивалях у складі дуету («Косий Капонір», Київ, «Альтернатива», Львів) записується максі-сингл («Деякі Герли», 1995). На виступах використовується плейбек; синтезатор і голос звучать наживо. Виступи добре сприймаються публікою, потрапляють в телевізійні сюжети, хоча й викликають критику з боку теоретиків «живої музики». На початку 1996 кліп на одну з пісень («Малюнок», режисер — Данило Джепо, за участю Томи Медніс) протягом трьох місяців очолює хіт-парад ICTV.
Юрченко тимчасово покидає Blemish. Електрогітаристом і другим клавішником стає Ігор Уласик. В саунді з'являються нові фактури, семплер і аналогові синтезатори на додачу до цифрових. Blemish перетворюється на рок-тріо, епізодично виступає в Києві і Харкові. В складі Пушкар-Медніс-Уласик записано два максі-сингли («Уявне місто», 1996 і «Pains Go Away», 1997). «Pains Go Away» виходить як самвидав на CD-R та привертає увагу локальних друкованих медій (публікації в Новий Рок-н-Рол, Kyiv Post, тощо), але через цензуру з боку власників станцій не транслюється по радіо. Коротка взаємодія учасників з культурою танцювальних клубів закінчується записом «Party Down» (1998), звідки один трек потрапив до компіляції Sale Records.

### 1999
Ситуація в Києві стає несприятливою для виступів наживо; клубний «формат», що склався на той час, виключає будь-які експерименти. Blemish знову зосереджується на студійній роботі, в проект повертається Юрченко, а в дві композиції запрошується на вокал і клавішні Світлана Охріменко (Цукор — біла смерть). Пушкар частіше включає в саунд мікротонально налаштовані синтезатори, Юрченко і Уласик також більше експериментують з тембрами. Укладено контракт на випуск альбому «Vatakushi-va: Vanishment and Reappiarance» із Falcata Galia, США.

### 2000—2003
Відбувається поступова відмова від пісенних форм на користь більш абстрактних. Виняток становлять декілька треків, записаних із вокалом Томи Медніс. До Blemish приєднується Юрій Козаков, скрипка. Додаються окремі шумові партії.

### 2003—2005
Blemish стає дуетом двох клавішників (Пушкар-Юрченко) та переходить до виконання наживо структурованих імпровізацій.

### 2024 (і, можливо, далі)
Blemish записав альбом "nanonich", що включає 7 нових пісень на вірші Пушкаря. Він же грає на синтезаторах і програмує алгоритмічний біт. За участі Євгенії Чуприни (вокал) і Влада Яковленва (електрична гітара)

## Склад
- Віктор Пушкар — клавішні, голос, програмування, звукорежисура (1993—2005)
- Олександр Юрченко — гітари, клавішні (1993—1995, 1999—2005)
- Інга Блажчук — вокал, піано (1993—1994)
- Тома Медніс — вокал (1995—2000)
- Ігор Уласик — електрогітара, клавішні (1996—2001)
- Юрій Козаков — скрипка (2000—2001)
- Євгенія Чуприна - вокал (2024)
- Влад Яковлев - електрична гітара (2024)

Гостьова участь в записах:
- Світлана Охріменко — вокал, клавішні (1999)
- Данило Пєрцов — клавесин (2001)

## Стиль
Особливостями музики Blemish є поліритмія, використання надповільних темпів (від 56 ударів на хвилину), характерних тембрових фактур, мікротонального налаштування окремих інструментів та радикальної обробки звуку.

## Дискографія
Максі-сингли (студійні)
- 1993 — Blemish
- 1995 — Деякі Герли
- 1996 — Уявне Місто
- 1997 — Pains Go Away
- 1998 — Party Down
- 1999 — SwartAlfaHeim (всі треки увійшли до альбому Vatakushi-va, 1999)

Альбоми (студійні)
- 1999 — Vatakushi-va: Vanishment and Reappearance
- 2000 — Great Mother and the Folk of Crayfish
- 2001 — Six Prix of the Worthy Man
- 2024 — nanonich

Збірки записів наживо, оригінальний матеріал 2001—2005 років
- 2003 — The Colours of Blemish
- 2005 — Great Serpent Byte Thine Tail

Пов'язані записи та проекти
- 1994 — Omi (максі-сингл, Блажчук-Пушкар-Юрченко)
- 1999 — Розмова про колір жасміну (наживо, Бєлєй-Пушкар-Юрченко)
- 2003 — Suphina Dentata (студійний альбом «Rosa Del Ciel», Бєлєй-Пушкар-Юрченко)